# Il mondo della pace
Il mondo della pace (O mundo da paz) è un libro di Jorge Amado pubblicato nel 1951.
L'opera si configura come un resoconto dei viaggi compiuti dallo scrittore brasiliano nelle regioni dell'Unione Sovietica e nei Paesi del Blocco Comunista. Tale resoconto aveva la finalità di illustrare gli sforzi dei popoli e dei governi comunisti nel porre rimedio ai danni causati dal secondo conflitto mondiale nonché di esaltare i passi da essi compiuti verso la compiuta realizzazione dell'ideale socialista così come verso una politica di pacificazione mondiale. Amado delinea un mondo manicheisticamente diviso tra le forze del bene (Comunismo) e le forze del male (Capitalismo imperialista) esortando l'individuo a compiere una scelta di campo tra queste due opzioni. Per Amado la scelta per il Comunismo è inevitabile se si vuole la pace. Inoltre il Comunismo è qualcosa che se abbracciato senza esitazioni dall'umanità intera recherà ad essa enormi benefici. Si avverte in quest'opera un tono radicalmente diverso da quello utilizzato da Graciliano Ramos nel suo "Viaggio" (Viagem) del 1954, nel quale l'autore si mostra sfiduciato e preoccupato per le profonde degenerazioni prodotte dal modello sovietico.
Una critica a Il mondo della pace giunge anche da Alfredo Wagner Berno de Almeida attraverso il suo lavoro "Jorge Amado: política e literatura", nella quale si analizza approfonditamente la prima fase produttiva, prettamente politicizzata, dello scrittore bahiano.
De Almeida afferma che ne "Il mondo della Pace" Amado si attiene ai principi generali e alle teorie posti alla base del metodo di fabbricazione letteraria di matrice zdanoviana.
L'opera venne redatta tra il dicembre del 1949 e il febbraio del 1950 da Amado presso la sede dell'Unione degli scrittori cecoslovacchi, situata nel Castello di Dobříš. La prima edizione dell'opera venne stampata dalla Editorial Vitória di Rio de Janeiro nel 1951 (410 pagine) e giunse alla sua quinta edizione. In seguito Amado ripudiò l'opera e ne vietò altre ristampe. La pubblicazione di questo libro costò allo scrittore un processo per violazione delle leggi di pubblica sicurezza brasiliane, misura estesa all'editore e alle librerie che esponevano l'opera. Con il ritorno di Amado in Brasile nel 1952 tal processo entrò in pieno svolgimento. Amado venne difeso dagli avvocati João Mangabeira e Alfredo Franjan. Il giudice archiviò la procedura, affermando che l'opera, pur risultando settaria e di modestissimo valore letterario non presentava contenuti sovversivi. In seguito il libro venne tradotto in diverse lingue, circolando prevalentemente nei Paesi del blocco comunista. 
Amado si dissocerà successivamente da questa sua opera, vietandone la ripubblicazione, affermando che essa tratteggiava una rappresentazione distorta della realtà dei Paesi socialisti.